# إراكليا (سيرري)
إراكليا (Ηράκλεια) هي مدينة في سيرري في مقاطعة فوريا إلادا في اليونان.
يبلغ عدد سكانها حوالي 3034   نسمة.